# Brout-Englert-Higgsveld

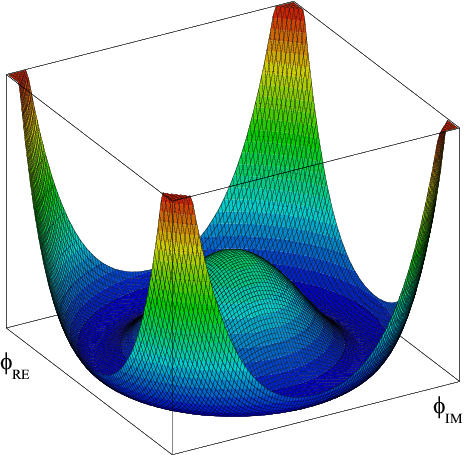
Potentiaal van het BEH-veld verticaal tegen de reële en imaginaire component van de golffunctie horizontaal

Het Brout-Englert-Higgsveld (BEH-veld of kortweg Higgsveld) is een hypothetisch energieveld, dat volgens de theorie de massa van de elementaire deeltjes veroorzaakt. Het BEH-veld heeft de status van een wetenschappelijke hypothese (veronderstelling): het zou moeten bestaan om het standaardmodel van de deeltjesfysica kloppend te maken. Bepaalde excitaties van het BEH-veld noemt men higgsbosonen. Op 4 juli 2012 werd door wetenschappers van CERN officieel bekendgemaakt dat het higgsboson waarschijnlijk experimenteel ontdekt is, hoewel nieuwe metingen nog uitsluitsel moeten geven.

## Beschrijving
Zonder massa (traagheid) is het kleinste duwtje al genoeg om iets snel weg te laten schieten, dus zou alles met de lichtsnelheid door elkaar heen moeten vliegen. Dat is klaarblijkelijk niet zo, en op 31 augustus 1964 publiceerden de Belgische natuurkundigen François Englert en Robert Brout een manier om de massa van elementaire deeltjes te verklaren. Het higgsboson, waarnaar sinds 2008 met de Large Hadron Collider gezocht wordt, werd echter vernoemd naar Peter Higgs, die op 15 september 1964, dus na Englert en Brout, een soortgelijke theorie publiceerde. Het BEH-veld verklaart het bestaan van traagheid met de toevoeging van een extra energieveld aan het standaardmodel.
Simplistisch gezegd zijn higgsbosonen de klontjes in een dikke soep (het BEH-veld) waar alle deeltjes doorheen bewegen; hoe meer higgsbosonen er aan een deeltje 'blijven plakken', hoe moeilijker het beweegt en hoe meer massa het deeltje dat erdoorheen beweegt dus  heeft.
Het BEH-veld zou een alom aanwezig energieveld moeten zijn, waar alle deeltjes hun massa aan ontlenen.

## Fysisch-technische eigenschappen
In de technische formulering komt het BEH-veld tot stand door spontane lokale symmetriebreking, waarvan het higgsboson het Goldstone-boson is. Het veld heeft twee complexwaardige vrijheidsgraden. Het koppelt aan de andere velden met een Yukawa-koppeling, waarvan de koppelingsconstante evenredig is met de massa van het andere deeltje. Een bijzondere eigenschap van het veld is, dat het zijn laagste energieniveau niet bij veldwaarde 0, maar een specifieke positieve veldsterkte heeft.